# Diva Mayday
Diva Mayday (Muiden, 2 oktober 1974) is een Nederlandse dragartiest die voornamelijk optreedt als gast op de rode loper, host bij evenementen en personality in tv-programma's.

## Biografie

### Jeugd
De latere Diva Mayday begon op vierjarige leeftijd met jurken aan te trekken en deed op zevenjarige leeftijd mee aan de Playbackshow van Henny Huisman. Later deed zij bij verschillende gelegenheden al playbackend artiesten als Dolly Parton en Madonna na.

### Carrière
Als Diva Mayday brak ze in 1995 door tijdens een travestieverkiezing onder leiding van Nickie Nicole. Hiermee werd Mayday een vertegenwoordiger van de tweede generatie dragqueens. Mayday trad regelmatig op in Amsterdamse discotheken zoals RoXY en iT. Mayday heeft ook een tijdlang opgetreden als ambassadeur voor de Reguliersdwarsstraat in Amsterdam.
Tegenwoordig werkt ze, naast alle shows en presentatieklussen, ook als dj en was ze van 2010 t/m 2014 organisator van de feesten Can You Feel iT? in de Amsterdamse club AIR, de plek waar voorheen club iT gevestigd was, waar dit feest op teruggreep. Can You Feel iT? werd in 2011 uitgeroepen tot beste feest van het jaar door homowebsite Gay.nl en uitgaansmagazine Gay & Night.
In dit laatste tijdschrift heeft Mayday tevens een fotocolumn en daarnaast presenteert ze de rubriek Mayday TV on Tour voor de Amsterdamse homo-omroep MVS. Op 2 oktober 2014 vierde Mayday haar 25-jarig artiestenjubileum. Ze is dan ook te zien in de film Hartenstraat.
Tijdens de openingsreceptie van Pride Amsterdam op 5 augustus 2022 ontving Mayday uit handen van burgemeester Femke Halsema de Frans Banninck Cocqpenning, dit als blijk van waardering voor haar inzet voor de acceptatie en emancipatie van de lhbt-gemeenschap.

## Foto's

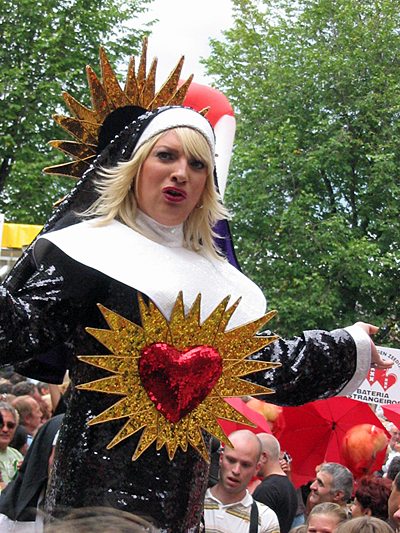
Parade van Hartjesdag in Amsterdam, 19 augustus 2007
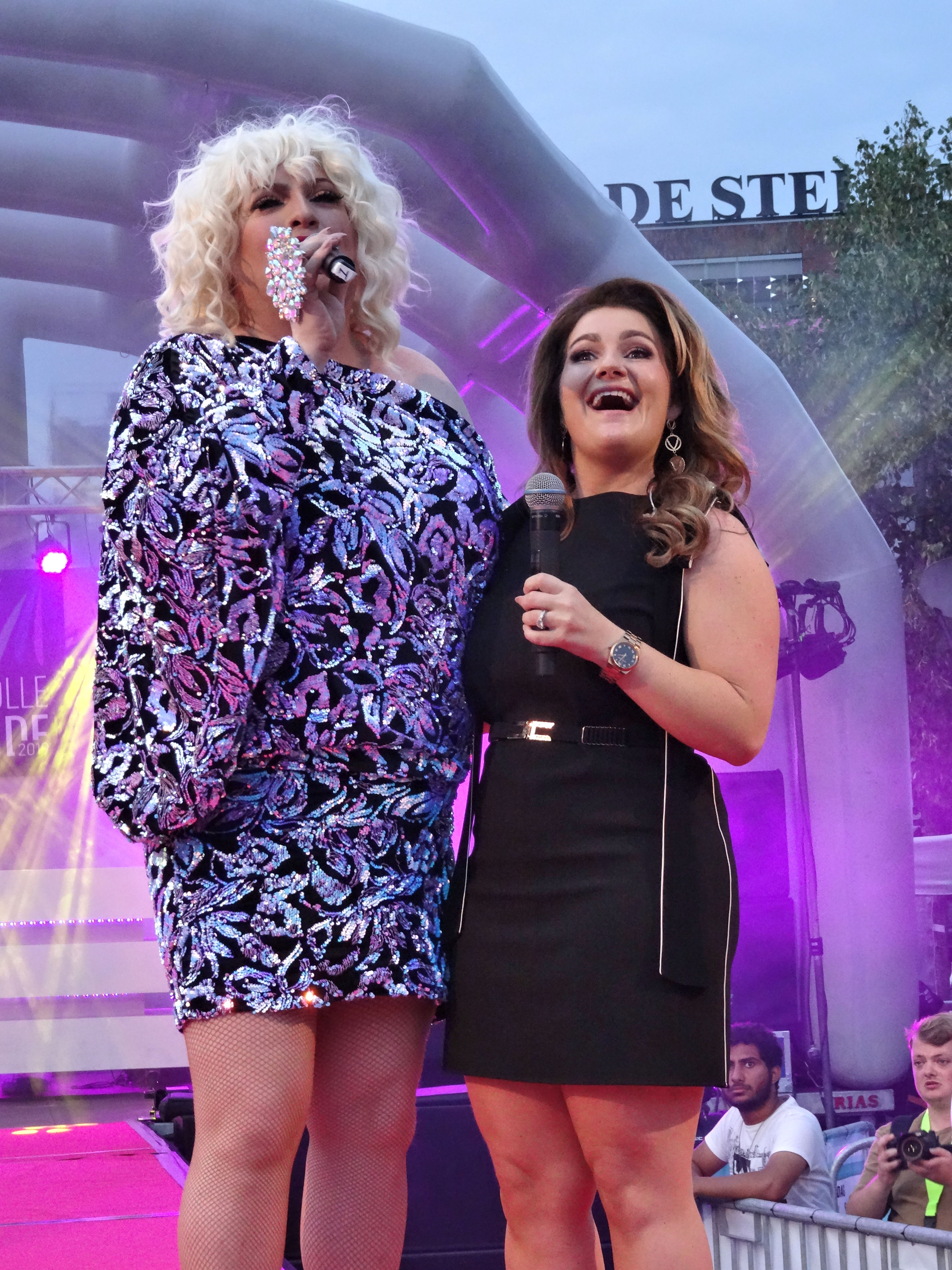
Met Sieneke tijdens Zwolle Pride 2019
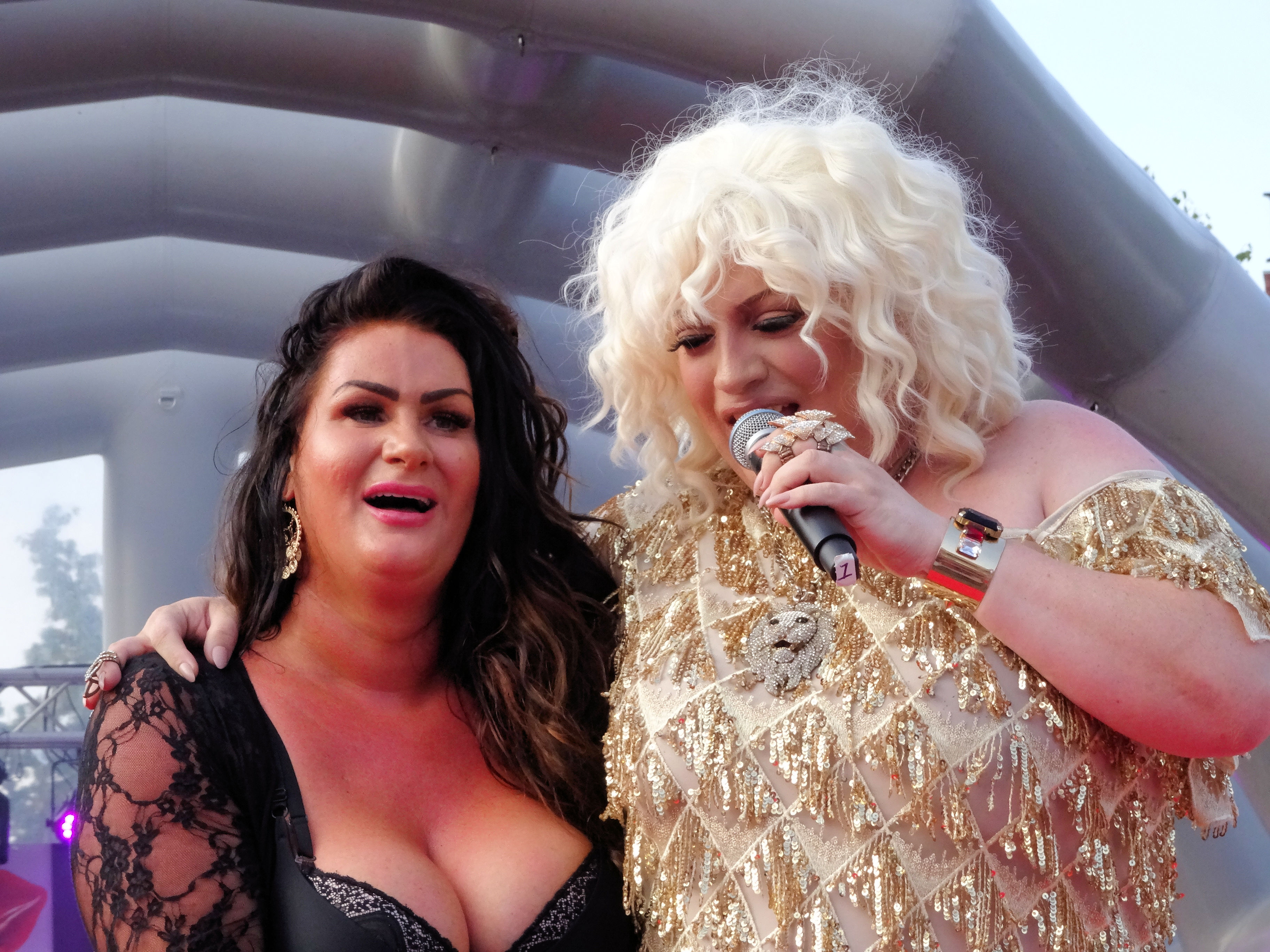
Met Louisa Janssen tijdens Zwolle Pride 2019